# Вараш
Вара́ш — місто в Рівненській області України, центр Вараського району і Вараської міської громади. Населення становить 41 711 осіб (2022).
Місто розташоване в північній течії річки Стир, однойменний зупинний пункт залізниці — за 7 км від залізничної станції Рафалівка на лінії Ковель—Сарни, за 156 км від Рівного. Місто-супутник Рівненської атомної електростанції. Раніше називалося на честь радянського розвідника, співробітника НКВС, Героя Радянського Союзу М. І. Кузнецова — Кузнецо́вськ.
Засноване в 1973 році на місці колишнього села Вараш, яке згадується у документах з 1577 року. Статус міста з 1984 року. 19 травня 2016 року депутатами Верховної Ради України ухвалено постанову про перейменування окремих населених пунктів та районів, зокрема Кузнецовська.
Вараш — одне з небагатьох міст світу, на гербі якого зображена атомна електростанція.

## Назва
Походження назви села Вараш, яке й дало сучасну назву містові залишається невідомим. У документах XVI — початку XVII століття село називалося Гвараш. У царські часи село писалося Вараж або Вараш, Варяж або Гваряж). Є 4 версії походження назви міста:
1. від «гвар» — шум, говір: запозичення з польської (gwar — говір, gwarzyć — балакати) або словацької (hvarec — говорити) мов, ці слова своєю чергою походять від праслов'янського gvar-, govor-, що зберігається в українському слові «говорити» (Етимологічний словник української мови). В документах кінця XVI — початку XVII століття село згадується винятково як Гвараш.
2. з іранських мов: іран. Вараш — авест. Веретрагна[7], бог війни та перемоги, «той, що руйнує перешкоди», крім іранізму вараш серед місцевих топонімів спостерігаються ще щонайменше три назви іраномовного походження: річка Стир, села Сопа́чів та Собі́щиці
3. зі слов'янських мов: варажб — давня назва волхвів на Поліссі. За переказами, волхви мали здатність впливати на сили природи, зціляти хворих, пророкувати майбутнє.
4. з угорських мов: város від слова вара — сторожа (варта), варош — замок, укріплене місто[8]. У народних переказах є версія про те, що тут, нібито, було угорське поселення. Старий вараський художник Андрій Пашко згадував, що на межі Вараша із Старою Рафалівкою був маєток угорського правителя. Останнім нагадуванням про це був пам'ятник із написом «Ян Конарі».

## Фізико-географічна характеристика

### Геологія
Місто знаходиться на Волинсько-Подільській плиті, спостерігаються деякі нерівності земної поверхні, через що на території міста є дві вершини: гора Меслибниця (Північний мікрорайон), і гора Хомецька (санітарна зона РАЕС).
Ґрунти дерново-прихованопідзолисті піщані та глинисто-піщані (борові піски), біля ріки лучні.
Для населених пунктів біля річок велику загрозу становлять торф'яники, які влітку починають горіти. Біля Вараша також є торф'яники, і деколи над містом можна побачити густий дим, який раз у декілька років може закривати вид на Волинську область.
Місто разом з РАЕС було побудоване на карстових пустотах. Ще до спорудження електростанції у сусідніх селах спостерігалися провали ґрунту. В місті ведеться моніторинг за карстовими проявами. Гідрологічна ситуація з РАЕС не викликає побоювання після того, як в 1983 році довелося виконати великий обсяг робіт із бетонування карстових порожнин під першими трьома енергоблоками, а четвертий спорудити на міцних палях.

### Клімат

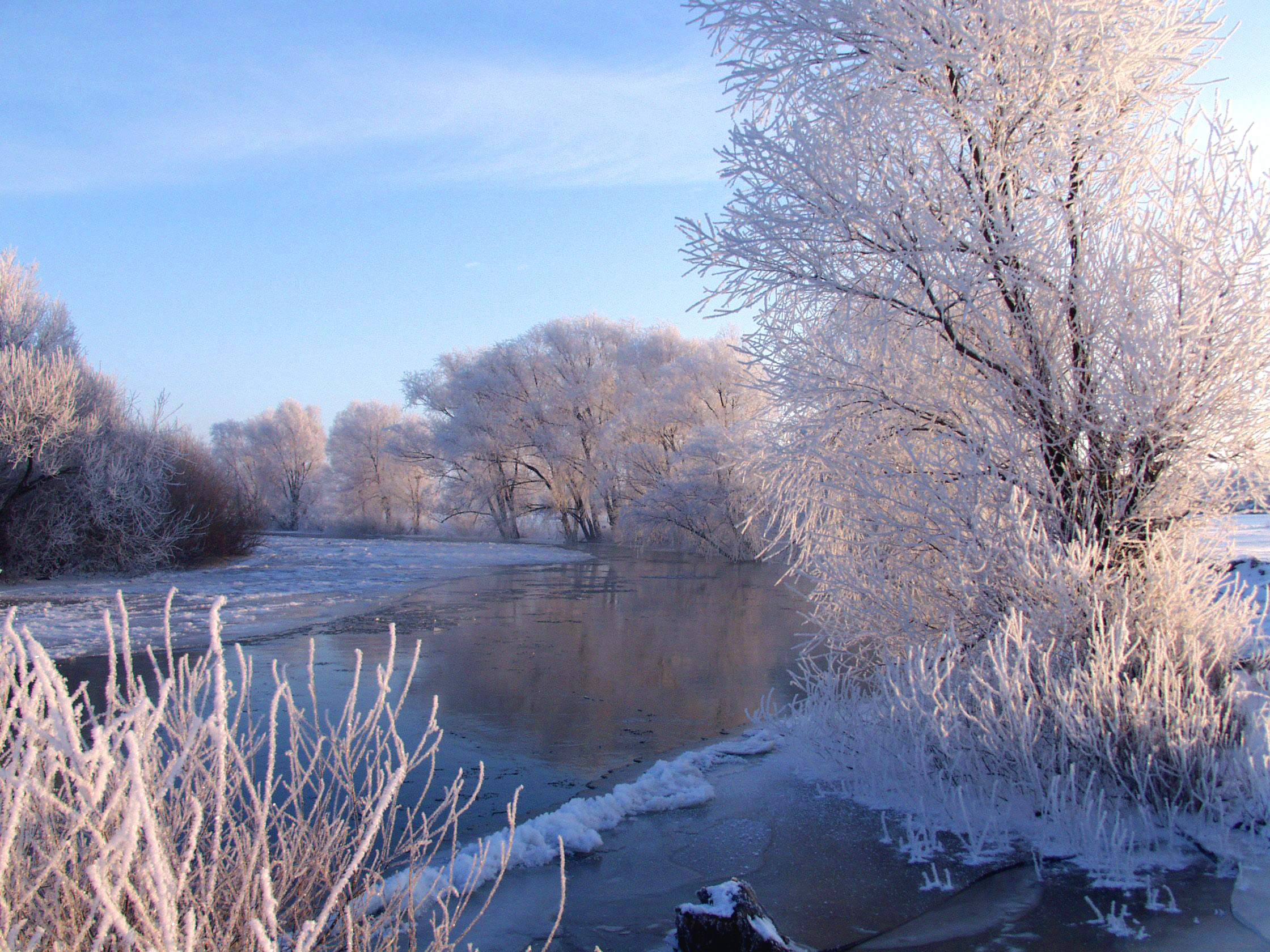
Стир взимку

У місті помірно-континентальний клімат з м'якою зимою та теплим літом. Перший місяць зими відносно теплий, з частими відлигами, сніговий покрив встановлюється на початку-середині січня і тримається до початку березня (у 2018 році аномальні морози зберегли сніг до квітня), весна тепла, заморозки дуже рідко. Червень дещо прохолодний та дощовий, серпень — спекотний та посушливий, липень містить ознаки першого та останнього літніх місяців. Осінь волога та туманна — тепла сонячна погода тримається до середини вересня. Жовтень вологий та туманний, листопад — прохолодний з частими зливами. Перший сніг випадає у середині-кінці листопада.
Середньорічна кількість опадів складає 622 мм.
Сумарна тривалість сонячного сяйва за рік складає 1073 годин, що є достатньо низьким результатом порівняно з показниками інших областей України.
У Вараші переважають Західні вітри, приносячи багато вологи та тепла, і саме вони зумовлюють відносно м'яку зиму.
| Клімат Вараша             | Клімат Вараша | Клімат Вараша | Клімат Вараша | Клімат Вараша | Клімат Вараша | Клімат Вараша | Клімат Вараша | Клімат Вараша | Клімат Вараша | Клімат Вараша | Клімат Вараша | Клімат Вараша | Клімат Вараша |
| Показник                  | Січ.          | Лют.          | Бер.          | Квіт.         | Трав.         | Черв.         | Лип.          | Серп.         | Вер.          | Жовт.         | Лист.         | Груд.         | Рік           |
| Абсолютний максимум, °C   | 8,4           | 11,2          | 22,4          | 27,5          | 30,1          | 36,4          | 39,6          | 39,5          | 31            | 27,4          | 17,9          | 15,6          | 39,6          |
| Середній максимум, °C     | −2,4          | −1,2          | 3,5           | 12,4          | 19,1          | 22,7          | 23,8          | 23            | 18,3          | 11,9          | 5,0           | 0,0           | 11,3          |
| Середня температура, °C   | −5,4          | −4,3          | −0,1          | 7,5           | 13,6          | 17,3          | 18,4          | 17,6          | 13,3          | 7,8           | 2,4           | −2,5          | 8,1           |
| Середній мінімум, °C      | −8,3          | −7,4          | −3,7          | 2,7           | 8,1           | 11,9          | 13,1          | 12,2          | 8,3           | 3,8           | −0,1          | −4,9          | 7,8           |
| Абсолютний мінімум, °C    | −31,9         | −26,5         | −23,2         | −6,7          | −3            | 2,3           | 6,1           | 5,7           | −1,2          | −6            | −25,6         | −23           | −31,9         |
| Норма опадів, мм          | 33            | 29            | 27            | 39            | 57            | 78            | 79            | 64            | 55            | 42            | 40            | 37            | 622           |
| Днів з дощем              | 11            | 12            | 9             | 8             | 10            | 8             | 9             | 8             | 7             | 8             | 11            | 12            | 113           |
| Вологість повітря, %      | 86            | 83            | 77            | 69            | 68            | 66            | 69            | 73            | 75            | 81            | 87            | 87            | 77            |
| ------------------------- | ------------- | ------------- | ------------- | ------------- | ------------- | ------------- | ------------- | ------------- | ------------- | ------------- | ------------- | ------------- | ------------- |
| Джерело: climate-data.org |               |               |               |               |               |               |               |               |               |               |               |               |               |

### Географія
Вараш розміщений на річці Стир, за 8 км від залізничної станції Рафалівка. Площа міста — 11,31 км².
Відстань залізницею до Рівного — 150 км, фізична відстань до Києва — 323,2 км.
Сусідні населені пункти:

## Історія

### Перша згадка. Під владоюРечі Посполитої
Перше поселення на місці Вараша виникло ще в кам'яну добу. Про це свідчать знайдені тут кам'яні знаряддя праці — ножі, наконечники, сокири.
Перша письмова згадка про Вараш датується 1577 роком. У цей час село Hwarąsz (Гваронш) належало князю Михайлу Чорторийському та адміністративно належало до Чорторийської волості Луцького повіту Волинського Воєводства Малопольської провінції Речі Посполитої. Із села князь сплачував податок з 11 димів (домогосподарств).
1582 р. — після смерті Михайла Чорторийського у 1582 році Гвараш переходить до його сина Юрія Чорторийського.
1583 р. — село Hwarasz (Гвараш) у Юрія Чорторийського орендував шляхтич Ян Гнівош з Олексова та сплачував податок з 21 диму, 14 полів, 6 комор, 1 водяного млина й 1 священника. Наявність священника дозволяє припустити, що в той час у Вараші існувала церква.
1589 р. — Ян Гнівош передає права від сіл маєтку Чорторийського (які до цього були в оренді його брата, королівського секретаря Балтазара Гнівоша) поміщику Яну Харлинському, а саме двору Собіщиці з селами Бабкою, Сопачевом, Мульчицями й з двором Мордвиновим, Гварашем і з селом Колодії.
1592 р. — Гвараш згадується у скарзі купців зі Слуцька і Пінська, які везли по річці Стир товари на ярмарок у Луцьк, на поміщика Яна Харленського.
1597 р. — зафіксовано повідомлення про втечу підданих Яна Протасовича-Могиленського з с. Могильне Пінського повіту до орендованого Остафієм Єло-Малинським села Гвараш Чорторийської волості .
1598 р. — ще одне повідомлення про втечу підданих Яна Протасовича-Могиленського з с. Могильне до Гвараша, що належав Юрію Чорторийському.
1601 р. — Юрій Чорторийський продає Юрію Кирдею Мильському кілька маєтків, серед яких було і село Гвараш. Відзначається, що перед цим маєтки перебували в заставному володінні Остафія Єло-Малинського.
1606 р. — Юрій Кирдей Мильський дарує куплені в князя Юрія Чорторийського маєтки (у тому числі Гвараш) своїй дружині Теодорі Чапличівні-Шпановській.
1607 р. — Теодора Чапличівна передає Гвараш і ще 6 довколишніх сіл в оренду Маєру Давидовичу.
1608 р. — Теодора Чапличівна дарує Гвараш своєму новому чоловіку князю Юрію Вишневецькому. 
Необхідно відзначити, що це остання згадка, в якій назва села вказується як Гвараш. Надалі в документах буква "Г" з назви зникає назавжди.
1619 р. — Вараш згадується у зв’язку з конфліктом ігумена Мульчицького монастиря Авраамія Мацієвича з орендарем Олександром Пацом, який «наєхал сам моцно гвалтом, єдучи з облаву з слугами, козаками и стрелцами … на церков державы єго млсти пана Петра Долгерта села Вараш». Отже, у Вараші здавна існувала церква.
1628 р. — Петро Дольґєрд передає Вараш і навколишні села в орендне володіння Миколаю Завиші, каштеляну вітебському.
1629 р. — згідно з подимним реєстром Вараш налічував 69 димів (домогосподарств), що на той час відповідало населенню близько 450 осіб. Варашем і навколишніми селами володів белзький воєвода Рафал Лещинський з Лешна, а орендатором Вараша і ще 11 ближніх сіл був Петро Дольґєрд.
1636 р. — після смерті Рафала Лещинського власником Вараша стає його син Андрій Лещинський, дерптський воєвода.
1647 р. — Вараш згадується у зв’язку зі скаргами шляхтича Веспасіана Беневського та Андрія Лещинського один на одного.
1651 р. — після смерті Андрія Лещинського Вараш переходить у спадок його сину Самуелю Лещинському.
Під час Хмельниччини Вараш і навколишні села сильно занепадають, про що свідчить значне зменшення кількості домогосподарств, з яких збирався податок: 
- у 1649 р. – з 40 димів[20],[21] (одні піддані повмирали, інші порозходилися, деякі хати спалені),
- у 1650 р. – з 30 димів (інші спустошено і спалено козаками й татарами)[20],[21],
- у 1653 р. – з 11 димів[20],[21],
- у 1654 р. – лише з 4 димів[20].

1653 р., грудень – один з найбільших набігів татар на Колківську, Чорторийську і Собіщицьку волості (до якої входить Вараш), Самуель Лещинський повідомляв Луцький гродський уряд про те, що татари 2 тижні спустошували землю і понад чотирьох тисяч людей забрали у неволю.
1662 р. – згідно з подимним реєстром з Вараша збирався податок з 10 димів, що свідчить про поступове відродження села після зазнаних спустошень.
1676 р. – помирає бездітний Самуель Лещинський, хто з цього часу був власником Вараша достеменно не відомо.
1679 р. – згідно з подимним реєстром платниками податку з Вараша значаться Войцех Сасін Барціковський та Мацей Долановський.
1765 р. – згідно з переписом єврейського населення Волині у Вараші проживало 3 євреїв.
1775 р. – згідно з подимним реєстром з села  сплачувався податок з 49 димів.
1776 р. – У Вараші побудовано хрестовокупольний, давньоруського типу Михайлівський храм,. Окремі дослідники стверджують, що тут знаходились унікальні ікони, які, однак, не збереглися.
1778 р. – згідно з черговим переписом єврейського населення Волині у Вараші проживало 2 євреїв.

### У складіРосійської імперії
1795 р. – за третім поділом Польщі року Волинь і Полісся входять до складу Російської імперії. За новим адміністративно-територіальним поділом Вараш належить Луцького повіту Волинської губернії.
1799 р. – згідно з інвентаризаційним документом Михайлівського храму Вараша настоятелем парафії у Вараші був священник Никифор Никифорович Жижкевич. На той час у селі було 39 дворів та проживало 140 осіб чоловічої статі та 137 жіночої.
1800 р. – село Вараш вперше з'являється на топографічній карті (карта Волинської губернії з Атласу Російської імперії).
1859 р. – в цей час Вараш – казенне (державне) село, нараховувалося 34 двори, в яких проживало 163 чоловіки та 186 жінок . В цей час Вараш адміністративно відносився до 4 стану (з центром у Володимирці) Луцького повіту.
1860 р. – Вараш належить до церковного приходу села Полонне. Прихожани з Вараша (341 особа) належали до відомств: 

- казенного: чоловічої статі – 154, жіночої статі – 165; 

- військового: чоловічої статі – 7, жіночої статі – 15.
1866 р. – у Вараші нараховується 34 двори, проживає 165 чоловіків та 186 жінок .
1867 р. – у селі 38 дворів.
1875 р. – згідно з топографічною картою у Вараші було 64 двори, більшість з яких знаходилися північніше Михайлівського храму.
1885 р. – Вараш – державне село, входить до Рафалівської волості. У селі 58 дворів, 481 мешканець.
1892 р. – зафіксована документальна згадка про Михайлівський храм. Сама церква дерев’яна, на кам’яному фундаменті, з такою ж дзвіницею.
1897 р. - згідно з переписом населення у Вараші проживало 617 осіб (311 чоловіків та 306 жінок), 616 з них були православними.
1900 р. – у Вараші 89 дворів, проживає 655 осіб .
1906 р. – у Вараші нараховується 103 двори, а населення села становить 767 осіб.
1909 р. – у селі нараховується 102 двори.
В роки Першої світової війни поблизу Вараша проходила лінія фронту. Розмежування позицій військ проходило по лінії с. Острів – с. Полонне – с. Вараш – північніше с. Костюхнівка – західніше с. Рудка. 4-6 липня 1916 року, під час Брусиловського прориву, на цій ділянці велися наступальні бої російської армії.

### Міжвоєнний період
Після Першої світової війни Вараш був у складі УНР, а з 1921 року увійшов до складу ґміни Рафалівка Сарненського повіту Поліського воєводства Польської Республіки. У 1930 році Сарненський повіт приєднано до Волинського воєводства
1921 р. – у Вараші 122 двори, мешкало 740 осіб (379 чоловіків та 361 жінка). 738 осіб - «русини», православні, 2 осіб – євреї (юдеї).
1924 р. – у Вараші нараховується 125 дворів .

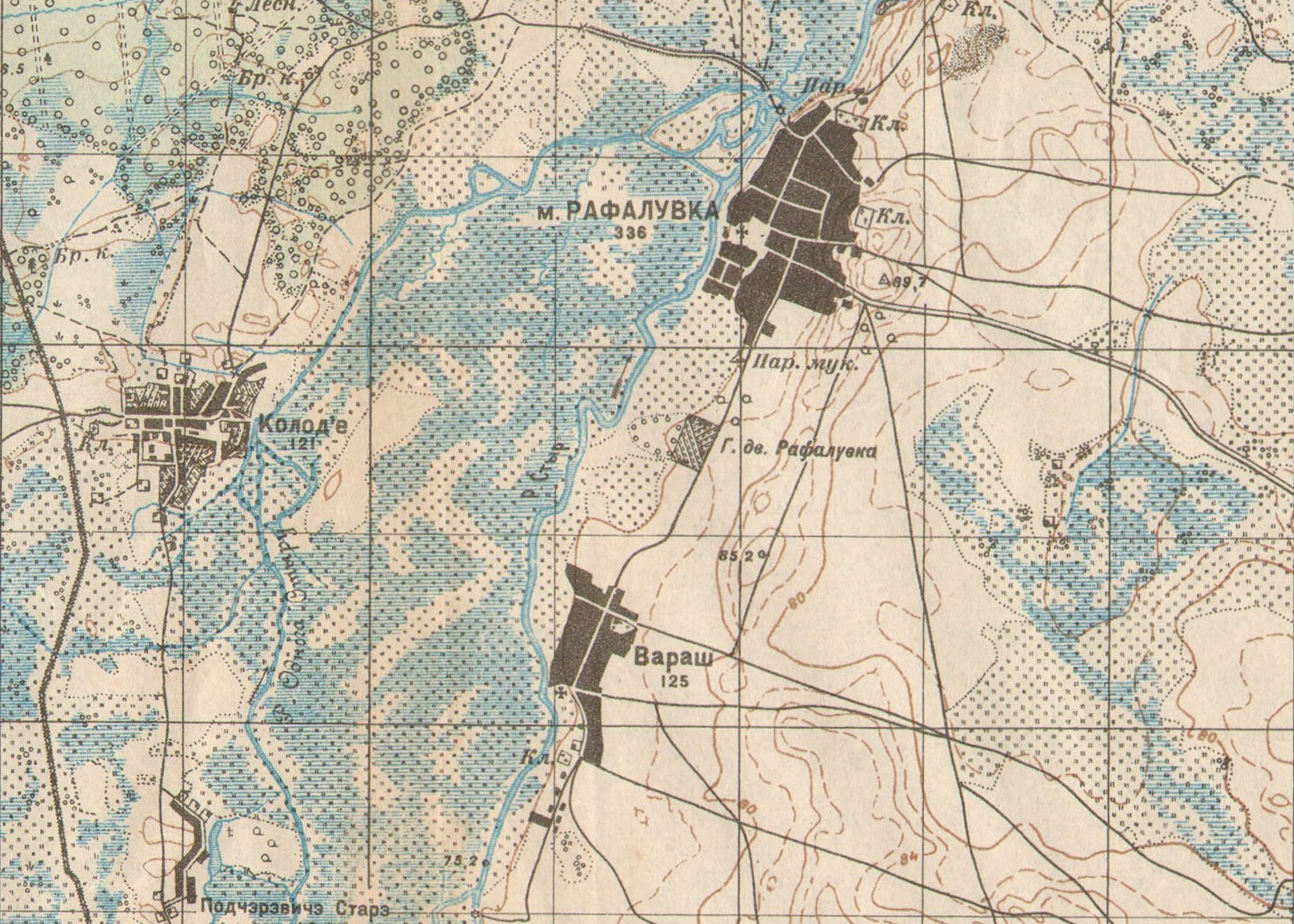
Містечко Рафалівка та село Вараш на карті 1924 року

Церковним старостою Свято-Михайлівської церкви з 1933 року був Кирило Федорович Герасимчук.
У 1939 році навколишні території були окуповані СРСР, а з липня 1941 року німецькими військами. За час окупації були вивезені до Німеччини на примусові роботи 4 чоловіки.

### Під радянською владою
З початку 1944 року, після повторного встановлення радянської влади, Вараш належить до  Рафалівського району Рівненської області. Призвані в ряди Червоної армії у 1944 році — 17 осіб; у 1945 році — 6 осіб.
Люди в у післявоєнний час жили бідно. Доводилося відбудовувати зруйноване господарство.
Багато помешкань згоріло під час пожеж. Початкова школа була розташована у хатах Зіновія Пашка, Микити Пашка, Корнія Федінчика.
В роки Другої світової війни й після її закінчення у районі Вараша діяли повстанські загони. Для ослаблення повстанського підпілля 21 жовтня 1947 році урядом СРСР було проведено каральну операцію «Захід», внаслідок якої з Рафалівського району до Казахстану та віддалених районів Сибіру було виселено 374 особи (104 сім’ї) – членів родин учасників ОУН та УПА. Виселення торкнулося і сімей з Вараша. Крім того, під час операції у Вараші було захоплено 2 членів боївки «Верба» - Володимира Яковича Романчука на прізвисько «Дуб» та Федора Кириловича Федича на прізвисько «Кора».
За даними Погосподарських книг №1 та №2, які зберігаються в архівному відділі міськвиконкому, до Варашівської сільської ради в 1947—1949 роках крім села Вараш входило ще п'ять хуторів: Останець, Дебра, Приборовок, Бабки та Залопоче.
Першим головою сільської ради був Пашко Олександр Максимович. У селі Вараш діяла початкова школа, тому письменними були половина жителів села і хуторів - 446 осіб. З них 89 осіб — старші 30 років, 357 осіб до 30 років, у тому числі діти, про що можна дізнатися з Погосподарських книг.
У 1947 році на території Варашівської сільської ради проживало 897 чоловік.
За 1947—1949 роки на території сільської ради народилося 42 людини, померло 24 жителі (з них шестеро дітей до 3-х років).
У листопаді 1948 року в Старій Рафалівці було створено колгосп ім. Дзержинського, однак вступати до нього мешканці Вараша неохоче. Так станом на початок 1950 року у колгоспі перебувало лише 70 дворів з наявних 175. Так само не поспішала вступати молодь у комсомол: у 1950 році в селі було понад 200 осіб молоді, серед них лише 3 комсомольців.
1959 р. – Рафалівський район увійшов до складу Володимирецького.
10 лютого 1961 р. відбулася остання служба у Свято-Михайлівському храмі. Після цього храм був закритий радянською владою, пам'ятка поліського зодчества руйнувалася, ікони не збереглися. Залишки церкви ще встигли побачити перші будівники РАЕС. Люди не могли без болю спостерігати, як занепадає пам'ятка поліського зодчества, але ніхто не міг нічого вдіяти: влада не бажала церкви. Лише у дев'яностих роках на цьому місці виріс новий храм.
15 березня 1973 року указом Президії Верховної Ради УРСР було затверджено проєкт повної перебудови Вараша.

### 1973—2000
- 25 травня 1973 — міністр енергетики та електрифікації Петро Непорожній забив перший символічний кілок на місці, де має бути споруджена атомна електростанція. 10 серпня 1973  почалося будівництво станції і, одночасно, міста
- 14 листопада 1973 — наказом міністра енергетики і електрифікації директором Західно-Української атомної електростанції призначений Володимир Олександрович Коровкін, який керував нею упродовж 29 років
- 1974 рік:
  - відкрито перший магазин і їдальню
  - введено в дію першу артезіанську свердловину
  - за два місяці побудовано і здано в експлуатацію приміщення музичної школи, яка стала на певний час загальноосвітньою, і 56 учнів — дітей будівельників, які ще квартирували в сусідніх селах, — вступили в її класи
  - запрацювала ЛЕП-35
  - здано в експлуатацію першу котельню селища
  - 30 грудня — перший житловий будинок № 6 з газовими плитами
- лютий 1975 — відкрито перший магазин «Берізка», пізніше — їдальня «Лісова пісня»
- 16 листопада 1975 — введено в дію перший дитячий садок
- серпень 1976 — закладено перший кубометр бетону до фундаменту РАЕС
- 30 грудня 1976 — здано котел на ПРК — перший промисловий об'єкт РАЕС
- 15 березня 1977 — Указом Президії Верховної Ради Української РСР новозбудованому населеному пункту Володимирецького району було присвоєно найменування селище Кузнецовськ[42]
- січень 1978 — в селищі проживають 5,5 тис. мешканців, серед яких — 690 школярі;
- 1978 — відкрито дитячий садок № 2; введено в дію комплекс споруд медико-санітарної частини; колектив дільниці тресту «Південтеплоенергомонтаж» починає складати турбіну
- початок 1979 — доставлено корпус реактора
- 1979 — введено в дію міські очисні споруди в селі Стара Рафалівка; в селищі Кузнецовськ відкриваються нові об'єкти: вводяться нові житлові будинки, дитячий садок № 3, відкривається нова лікарня
- грудень 1979 — проведено пробний пуск першого турбогенератора від ПРК
- 22 грудня 1980 — здійснено пуск першого енергоблоку
- 1980–1981 — у посилених темпах проходить будівництво другого енергоблоку, розпочато будівництво третього
- 22 грудня 1981 — включено турбогенератор № 3
- 30 грудня 1981 — включено турбогенератор № 4; введено в дію другий енергоблок станції потужністю 440 тис. кВт
- 4 лютого 1982 — укладено перший кубометр бетону в реакторне відділення третього енергоблоку
- 1980–1986 — побудовані дитячі садки № 4, 5, 6, 7, школи № 1, 2, 3, професійно-технічне училище, профілакторій, їдальні, магазини, кінотеатр «Полісся» та ряд інших об'єктів, виросли нові житлові масиви міста
- 1984 — Кузнецовськ отримує статус міста
- 1985 — затверджено генеральний план міста — Маєвська В.
- 10 серпня 1986 — закладено фундамент четвертого енергоблоку
- 22 грудня 1986 — введено в дію третій енергоблок потужністю 1 млн кВт
- 1987 — здано в експлуатацію готель з рестораном
- 1989 — відкрито школу № 4
- 1992 — відкрито школу № 5; введено в експлуатацію водозабірну споруду питної води в селі Бабка; відкрито Палац культури
- 1999 — створено перший заклад нового типу — Кузнецовську (нині Вараську) гімназію

### 2000-ні
- 29 січня 2001 — Кузнецовська міська рада своїм рішенням затвердила сучасний герб і прапор міста
- 2002 — за даними Всеукраїнського перепису населення 2001 року в місті проживають 38 830 осіб
- 2004 — до пуску 4-го енергоблоку РАЕС за сприяння НАЕК «Енергоатом» в місті добудовано Свято-Преображенський собор і завершено благоустрій його території, проведено реконструкцію палацу культури, стадіону, інформаційного центру «Полісся», введено в експлуатацію 6,5 тис. квадратних метрів житла
- 26 вересня 2004 — після проведення комплексу підготовчих робіт згідно з програмою фізичного пуску реактор блока № 4 успішно було виведено на мінімально-контрольований рівень потужності
- 10 жовтня 2004 — в об'єднану енергосистему України було включено 4-ий енергоблок РАЕС
- 21 грудня 2015 — за участю керівництва держави було урочисто введено в дію повітряну лінію електропередачі «Рівненська АЕС — Підстанція «Київська»»
- 3 червня 2016 — Верховна Рада України повернула місту історичну назву — Вараш
- 9 жовтня 2016 — архієпископ Рівненський і Острозький Іларіон у Вараші звершив чин освячення храму на честь святих великомучениць Віри, Надії, Любові та матері їх Софії[43]
- 6 квітня 2017 — на сесії міської ради місцеві обранці прийняли рішення про перейменування Кузнецовської міської ради у Вараську міську раду, виконавчого комітету Кузнецовської міської ради на виконавчий комітет Вараської міської ради
- 1 листопада 2018 — утворено Вараську об'єднану територіальну громаду у межах Вараської міської та Заболоттівської сільської рад.
- 3 листопада 2018 — в місті відкрили перший торгово-розважальний комплекс «Orange Plaza».
- 25 жовтня 2020 року — утворено Вараський район (з Вараської міської ради, Володимирецького та Зарічненського районів); до складу Вараської міської громади додалися ще 6 сільських рад.

## Населення

### Чисельність
За даними перепису 2001 року в місті проживало 38,9 тисяч чоловік. З часу заснування населення міста швидко зростало, незважаючи на загальну по країні тенденцію до скорочення населення.
Населення міста становить 42 350 осіб (2019). Станом на 2024 рік у Вараші проживало 39 643 осіб.
Графік зміни населення Вараша:

### Національний склад
Розподіл населення за національністю за даними перепису 2001 року:
| Національність  | Відсоток |
| --------------- | -------- |
| українці        | 90.86%   |
| росіяни         | 7.62%    |
| білоруси        | 0.78%    |
| поляки          | 0.15%    |
| інші/не вказали | 0.59%    |

### Мова
Розподіл населення за рідною мовою за даними перепису 2001 року:
| Мова            | Кількість | Відсоток |
| --------------- | --------- | -------- |
| українська      | 35845     | 90.42%   |
| російська       | 3676      | 9.27%    |
| білоруська      | 69        | 0.17%    |
| інші/не вказали | 53        | 0.14%    |
| Усього          | 39643     | 100%     |

### Вік
Розподіл населення за віком та статтю (2001):
| Стать | Всього | До 15 років | 15-24 | 25-44 | 45-64 | 65-85 | Понад 85 |
| --- | ------ | ----------- | ----- | ----- | ----- | ----- | -------- |
| Чоловіки | 19 594 | 5108        | 3492  | 7307  | 3324  | 350   | 13       |
| Жінки | 20 048 | 4696        | 3519  | 7797  | 3257  | 745   | 34       |
| \| Статево-вікова піраміда \| Статево-вікова піраміда \| Статево-вікова піраміда \| \| ----------------------- \| ----------------------- \| ----------------------- \| \| Чоловіки \| Вік \| Жінки \| \| 13 \| 85 + \| 34 \| \| 20 \| 80-84 \| 66 \| \| 52 \| 75-79 \| 184 \| \| 122 \| 70-74 \| 259 \| \| 156 \| 65-69 \| 236 \| \| 318 \| 60-64 \| 415 \| \| 317 \| 55-59 \| 349 \| \| 984 \| 50-54 \| 875 \| \| 1705 \| 45-49 \| 1618 \| \| 2321 \| 40-44 \| 2627 \| \| 1815 \| 35-39 \| 2019 \| \| 1411 \| 30-34 \| 1470 \| \| 1760 \| 25-29 \| 1681 \| \| 1668 \| 20-24 \| 1757 \| \| 1824 \| 15-20 \| 1762 \| \| 2068 \| 10-14 \| 1872 \| \| 1631 \| 5-9 \| 1536 \| \| 1409 \| 0-4 \| 1288 \| |        |             |       |       |       |       |          |
| Статево-вікова піраміда |        |             |       |       |       |       |          |
| Чоловіки | Вік    | Жінки       |       |       |       |       |          |
| 13 | 85 +   | 34          |       |       |       |       |          |
| 20 | 80-84  | 66          |       |       |       |       |          |
| 52 | 75-79  | 184         |       |       |       |       |          |
| 122 | 70-74  | 259         |       |       |       |       |          |
| 156 | 65-69  | 236         |       |       |       |       |          |
| 318 | 60-64  | 415         |       |       |       |       |          |
| 317 | 55-59  | 349         |       |       |       |       |          |
| 984 | 50-54  | 875         |       |       |       |       |          |
| 1705 | 45-49  | 1618        |       |       |       |       |          |
| 2321 | 40-44  | 2627        |       |       |       |       |          |
| 1815 | 35-39  | 2019        |       |       |       |       |          |
| 1411 | 30-34  | 1470        |       |       |       |       |          |
| 1760 | 25-29  | 1681        |       |       |       |       |          |
| 1668 | 20-24  | 1757        |       |       |       |       |          |
| 1824 | 15-20  | 1762        |       |       |       |       |          |
| 2068 | 10-14  | 1872        |       |       |       |       |          |
| 1631 | 5-9    | 1536        |       |       |       |       |          |
| 1409 | 0-4    | 1288        |       |       |       |       |          |

## Промисловість
Провідне місце в соціально-економічному розвитку міста належить Рівненській атомній електростанції, що входить як структурний підрозділ до складу державного підприємства — Національної атомної енергогенерувальної компанії «Енергоатом» (м. Київ). У місті працює молокозавод та хлібзавод «Скиба» (до 2018 року — «Рум'янець»), який розширює виробництво. У проєктах — відновлення роботи асфальтобетонного заводу та заводу залізобетонних конструкцій, добудова пивзаводу.

## Мікрорайони
Місто поділяється на 7 мікрорайонів, РАЕС та промислову зону.[джерело?]
Через те, що Вараш був збудований відносно недавно, він є класичним прикладом пізнього соціалістичного стилю міської забудови.
Список мікрорайонів (від найстаріших до наймолодших):
- Будівельників — житловий масив між Парковою, Енергетиків вулицями та проспектом імені Тараса Шевченка. Переважна забудова — панельні п'ятиповерхівки. Два ліцеї та п'ять дитячих садків.
- Енергетиків — міська зона обслуговування між Комунальною, Тепличною та Енергетиків вулицями. В мікрорайоні знаходяться міський автовокзал, ринок «Південний», пожежна та поліцейська частини, багатопрофільна лікарня.
- Незалежності — квартал між Набережною вулицею та Майданом Незалежності, у якому зосереджена більшість адміністративних будівель міст і житловий комплекс Orange City. У мікрорайоні: міська рада, центральне відділення пошти, РАГС, однозірковий готель «Вараш», інформаційний центр «Полісся», торгово-розважальний центр «Orange Plaza», Михайлівська церква ПЦУ, універмаг «Гранд-Базар».
- Перемоги — житловий масив між Рівненською, Соборною, Лісовою вулицями та бульваром імені Лесі Українки. Мікрорайон спорту та розвитку молоді. Містить у собі спортивний комплекс «Ізотоп», Палац Культури, професійно-технічне училище № 12, навчально-тренувальний центр ВП РАЕС, центр дитячої та юнацької творчості. Один ліцей та дитсадочок.
- Вараш — суто дев'ятиповерховий житловий масив між Набережною, Героїв Майдану вулицями та бульваром імені Лесі Українки. Найгустонаселеніший та найлюдніший мікрорайон Вараша. Містить недобудовану безкоштовну дитячу поліклініку та Пенсійний Фонд України. Три ліцеї та чотири дитсадочки.
- Ювілейний — квартал між Старорафалівською, Колгоспною, Боровця та Соборною вулицями. Ринок «Північний» та 7 багатоквартирних будинків. Більша частина мікрорайону — пустир. Генпланом передбачена забудова житловими будинками та школою.
- Північний — квартал між Старорафалівською, Боровця, Рівненською та Соборною вулицями. Містить одну з найголовніших пам'яток міста — Спасо-Преображенський кафедральний собор. Житловий комплекс «Оберіг», недобудований «Дім Милосердя», центр комплексної реабілітації інвалідів та дітей-інвалідів, та приватний сектор.

## Засоби масової інформації
| - Газета «Вараш-INFO» - Газета «Енергія» - Рекламно-інформаційна газета «Полісся Бізнес Інфо» - Рекламно-інформаційна газета «Міський майдан» - Рекламно-інформаційна газета «Вітрина міста» | - Телеканал «Енергоатом» - Інтернет-портал «varash.info» - Радіомовлення ВП «Рівненська АЕС» - Телеканал «Рівне-Атом» |

## Органи влади
Місцеві органи влади представлені Вараською міською радою, яка входить до складу Рівненської області України.
Міський голова — Мензул Олександр Павлович. Виконавчий комітет очолює міський голова.
До міської ради входить 34 депутати.
- Політична партія "За Майбутнє" — 7
- Політична партія "Європейська Солідарність" — 6
- Політична партія "Пропозиція" — 6
- Політична партія "Слуга народу" — 5
- Політична партія "Голос" — 4
- Політична партія "Сила Людей" — 3
- Політична партія "Всеукраїнське об'єднання «Батьківщина»  — 3

## Символіка
Вараш — одне з небагатьох міст світу, на гербі яких зображена атомна електростанція. Автор герба та прапора — художник Максимчук Сергій Ігорович.

## Міста-побратими
- Ловійса, Фінляндія (2023)[51]
- Остроленка, Польща (2024)[52]

## Відомі люди
Народилися або жили і працювали в місті:
- Абрамович Олександр Олександрович (1991—2024) — старший лейтенант збройних сил України, учасник російсько-української війни.
- Голодюк Олег Юрійович (нар. 1988) — український футболіст, півзахисник клубу «Карпати» (Львів).
- Маєвська Валентина Григорівна (1929—1992) — професорка архітектури, заслужена архітекторка України, авторка генерального плану міста.
- Мар'янин Володимир Григорович (1940—2000) — український письменник, журналіст.
- Колосінська Ніна Миколаївна — лейтенант медичної служби Збройних Сил України, учасниця російсько-української війни, що відзначилася у ході російського вторгнення в Україну в 2022 році.
- DREVO (Максим Деревянчук) - відомий український співак, який став відомим завдяки пісні «Смарагдове небо»
- Дмитро (2013) - слей хлопець родом з Вараша, був у таборі, шарить за євробачення та багато чого іншого
- Пашко Світлана Леонідівна — директорка Вараського міського центру соціальних служб для сім'ї, дітей та молоді, заслужена працівниця соціальної сфери України (2019)[53].
- Тарасюк Сергій Костянтинович (1988—2015) — солдат Збройних сил України, учасник російсько-української війни.
- Сасько Максим Романович (нар. 1992) — видатний український піаніст, лауреат міжнародних конкурсів.[54]

## Галерея

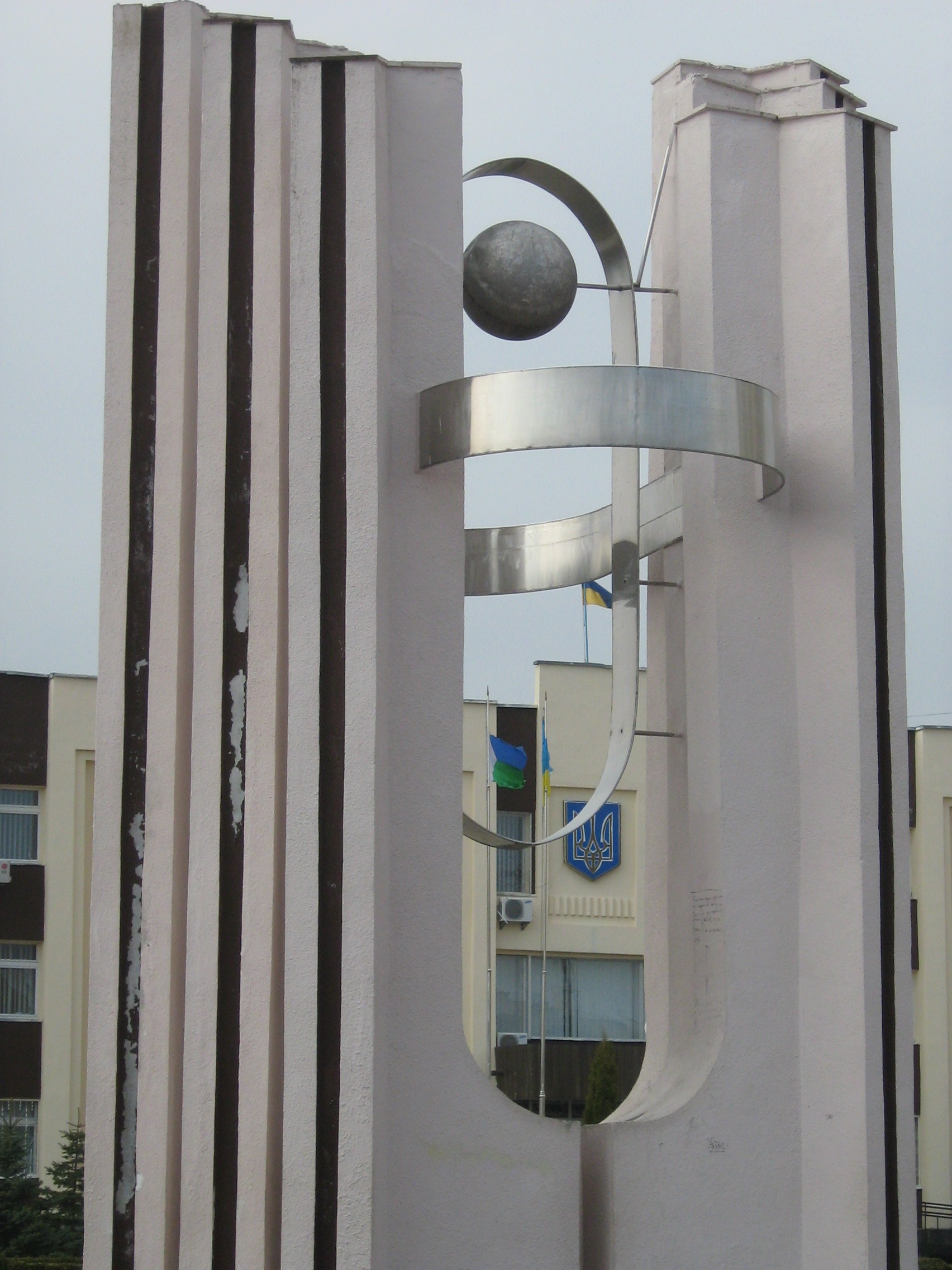
Пам'ятник Мирному атому
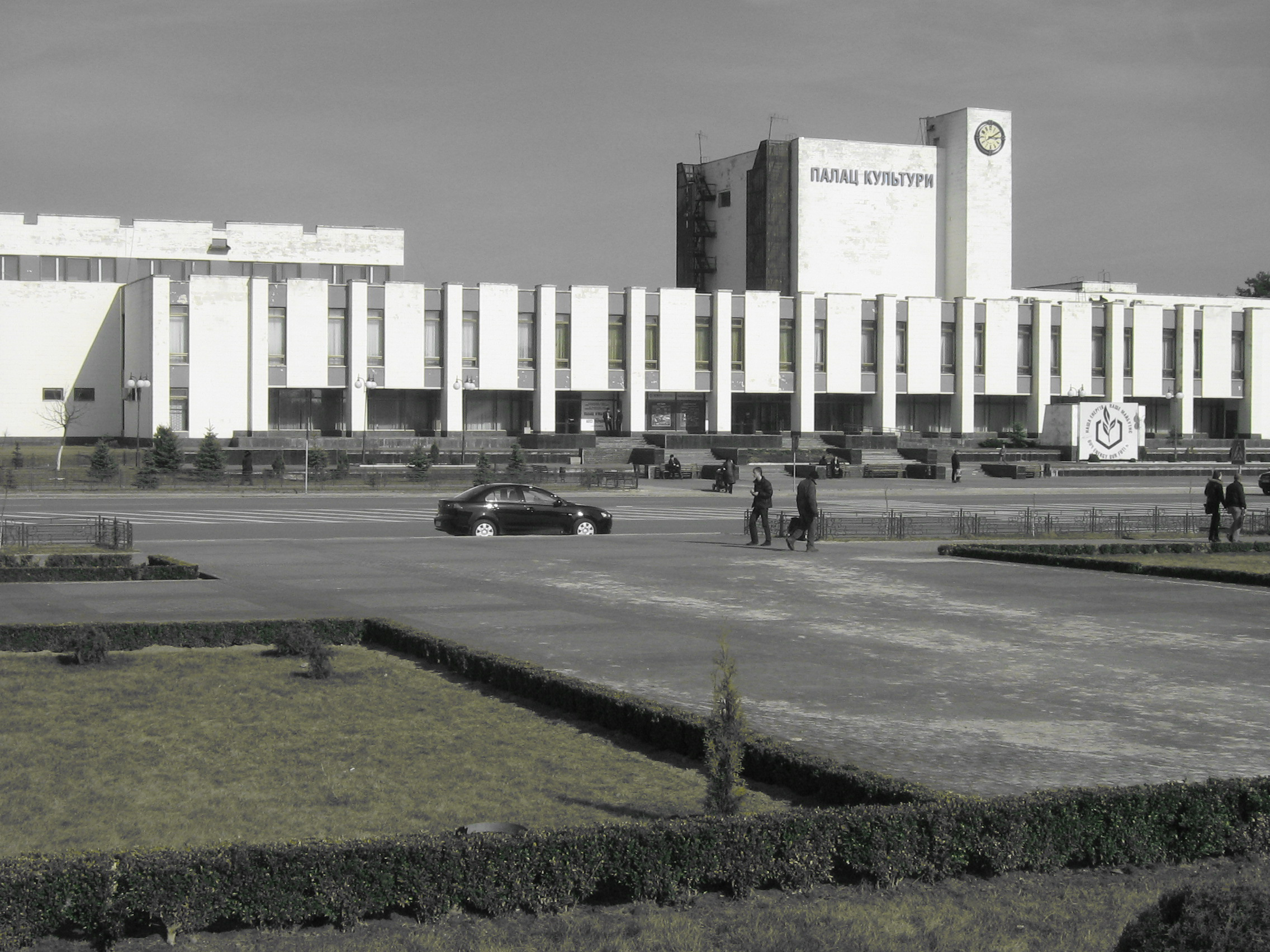
Палац культури
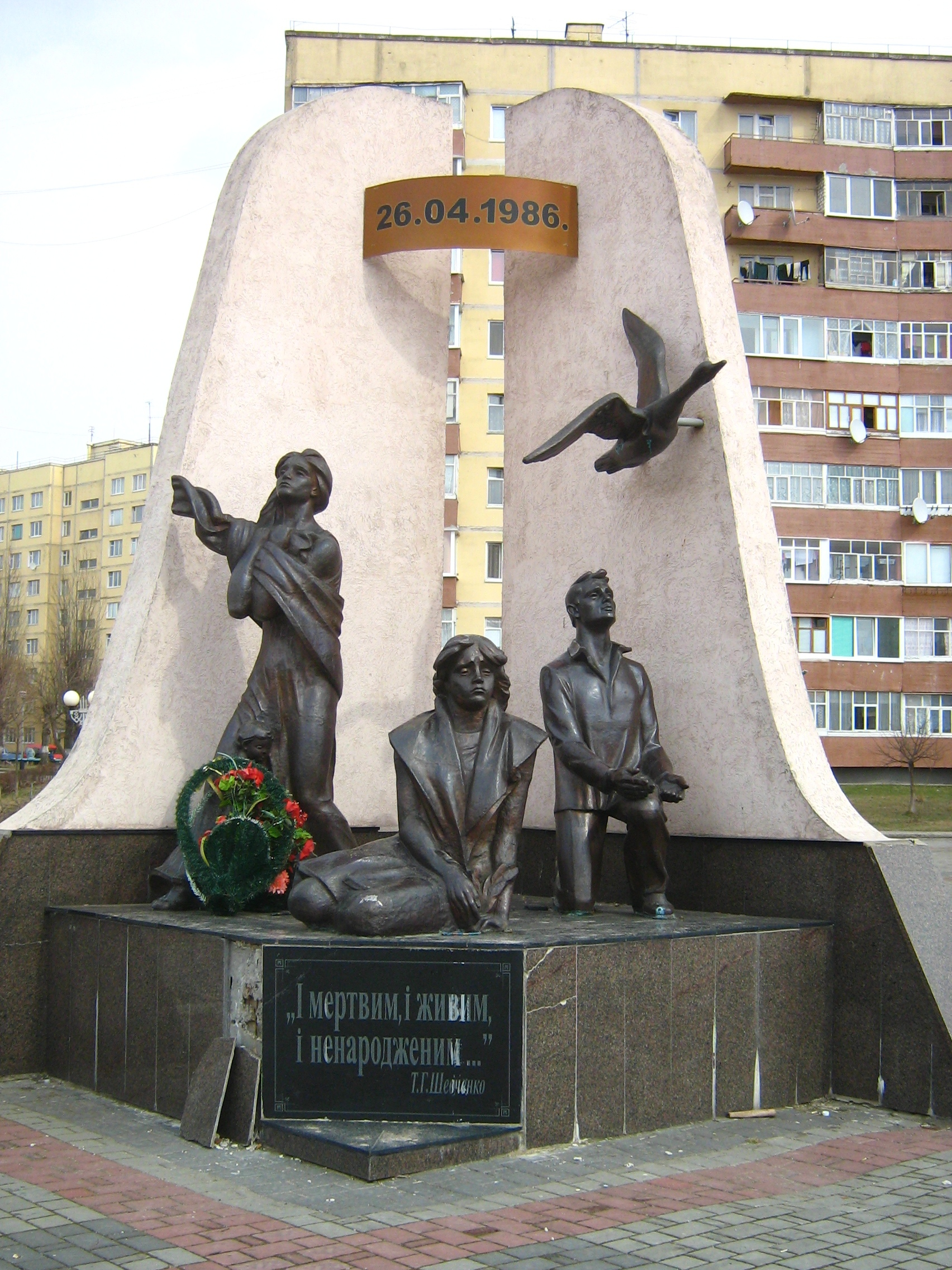
Пам'ятник жертвам Чорнобильської катастрофи
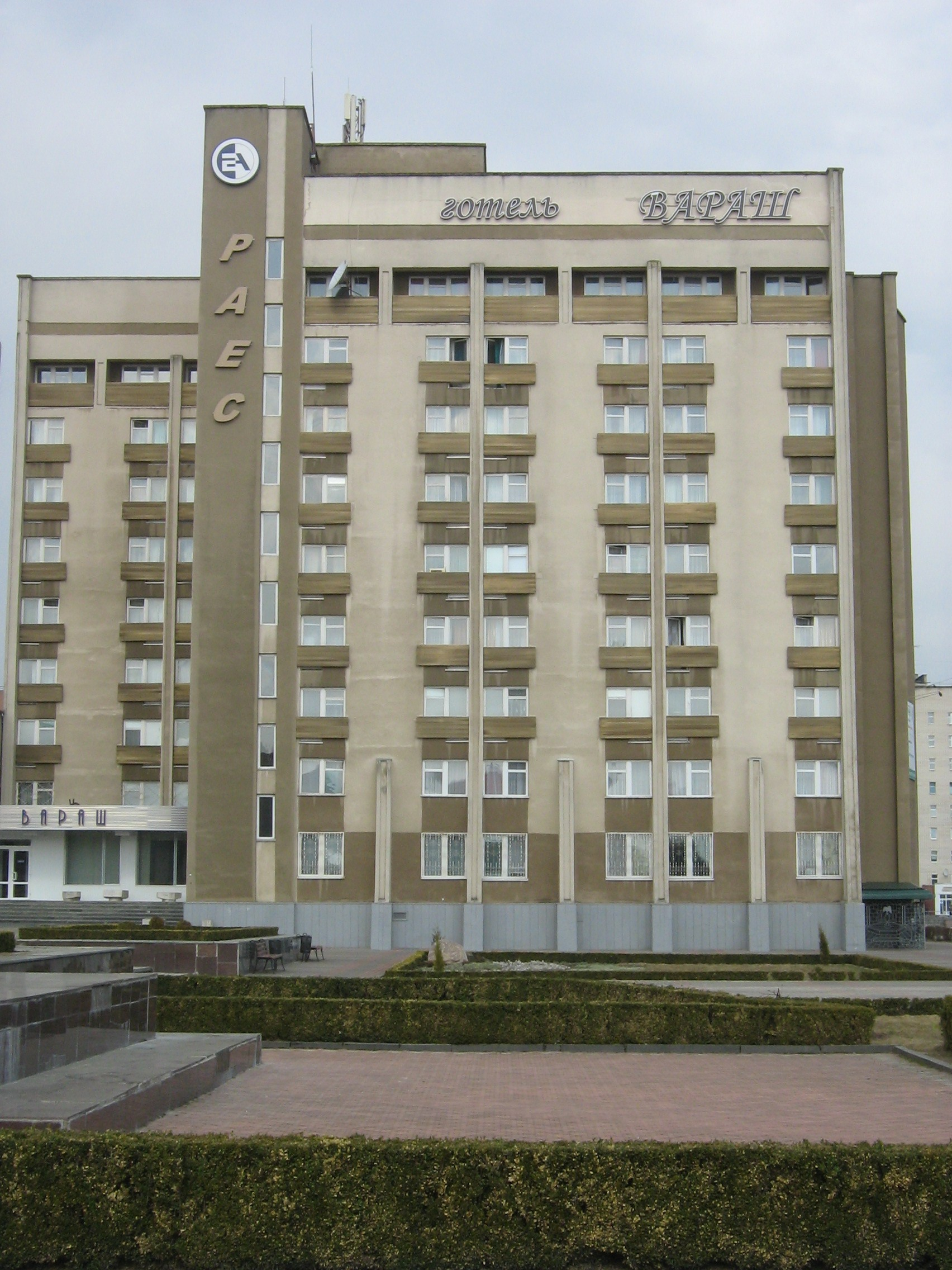
Готель «Вараш»
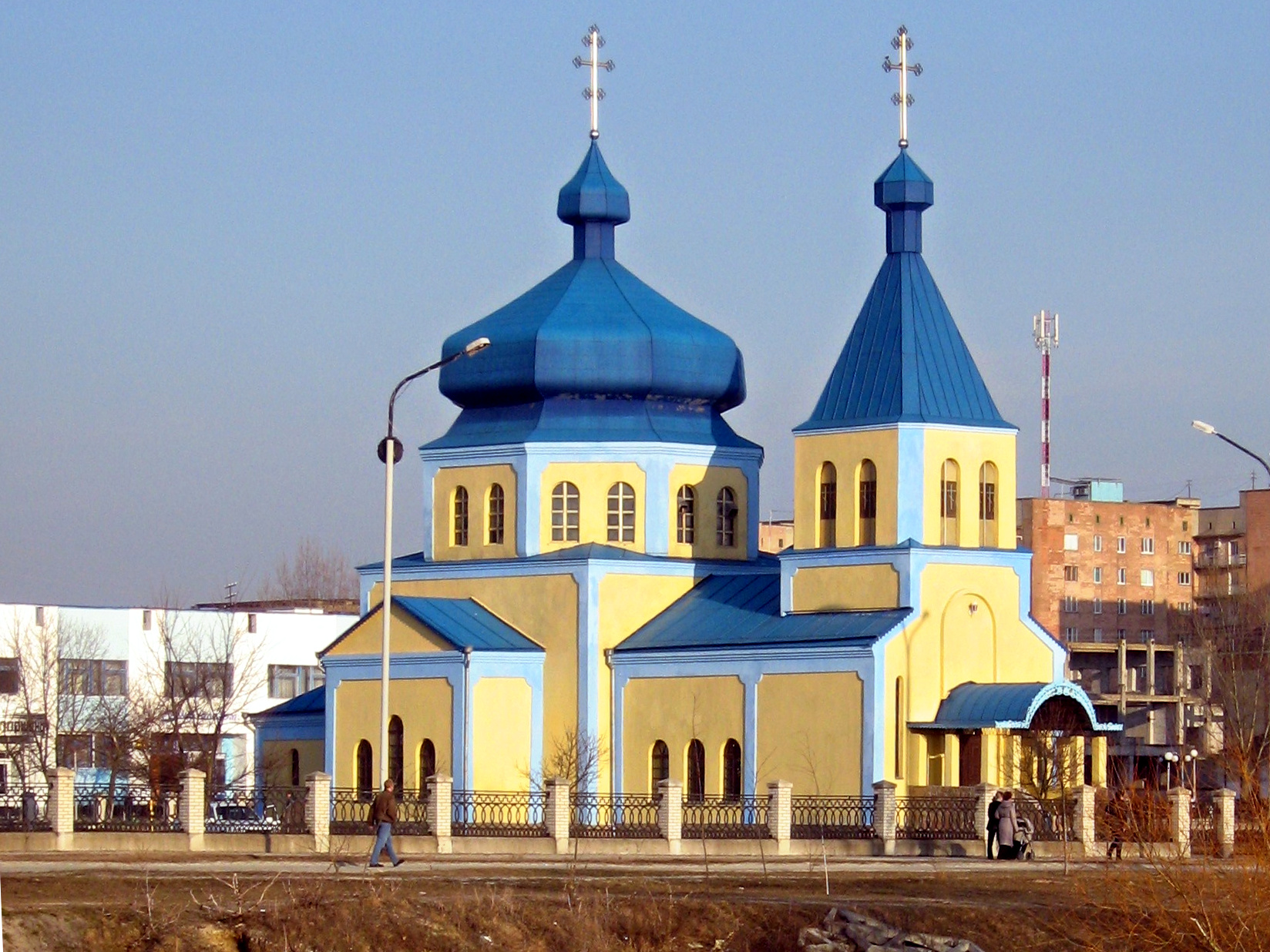
Святомихайлівська церква  (Православна церква України)
Преображенський собор (Православна церква України)
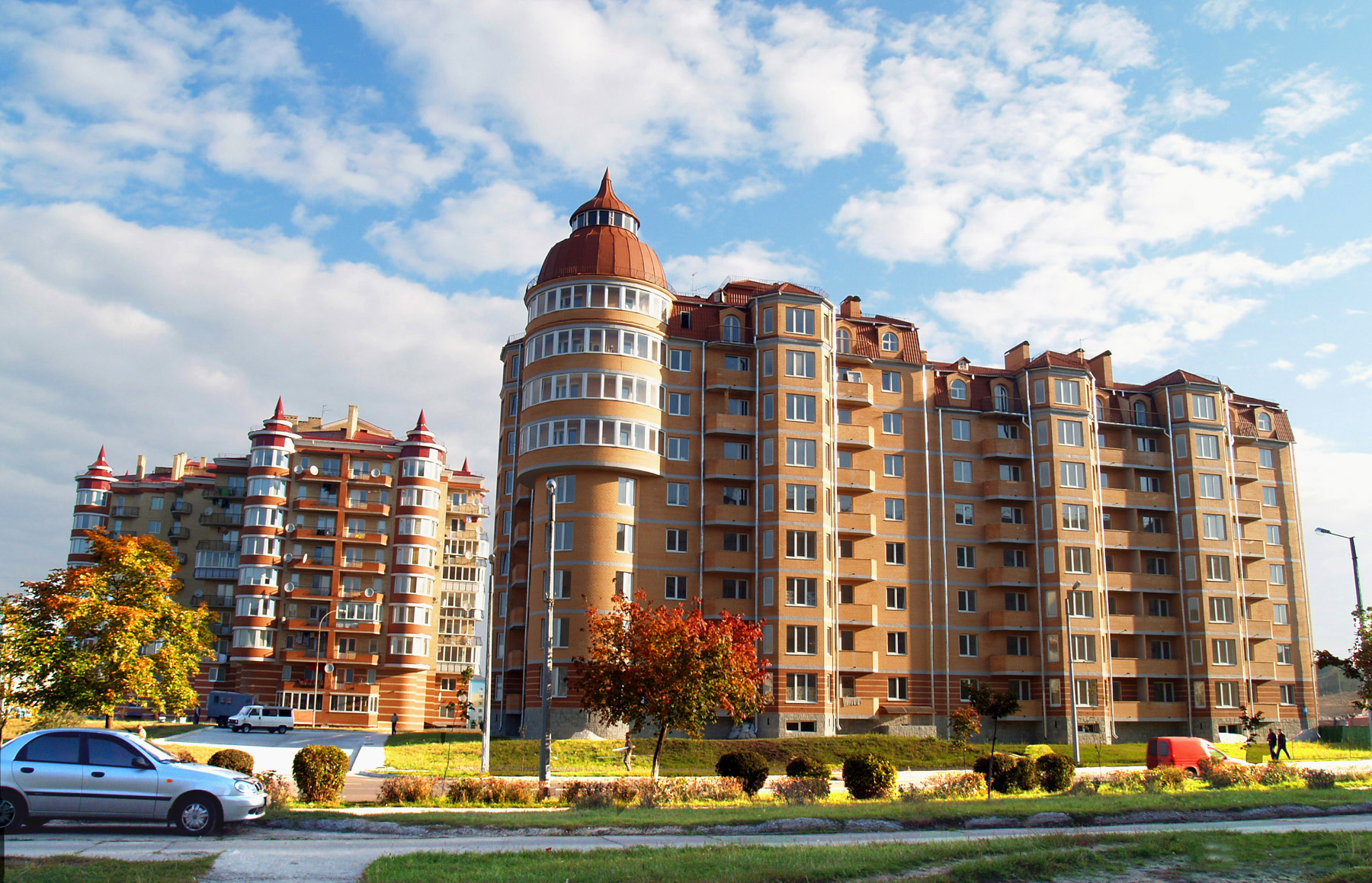
Житлові будинки
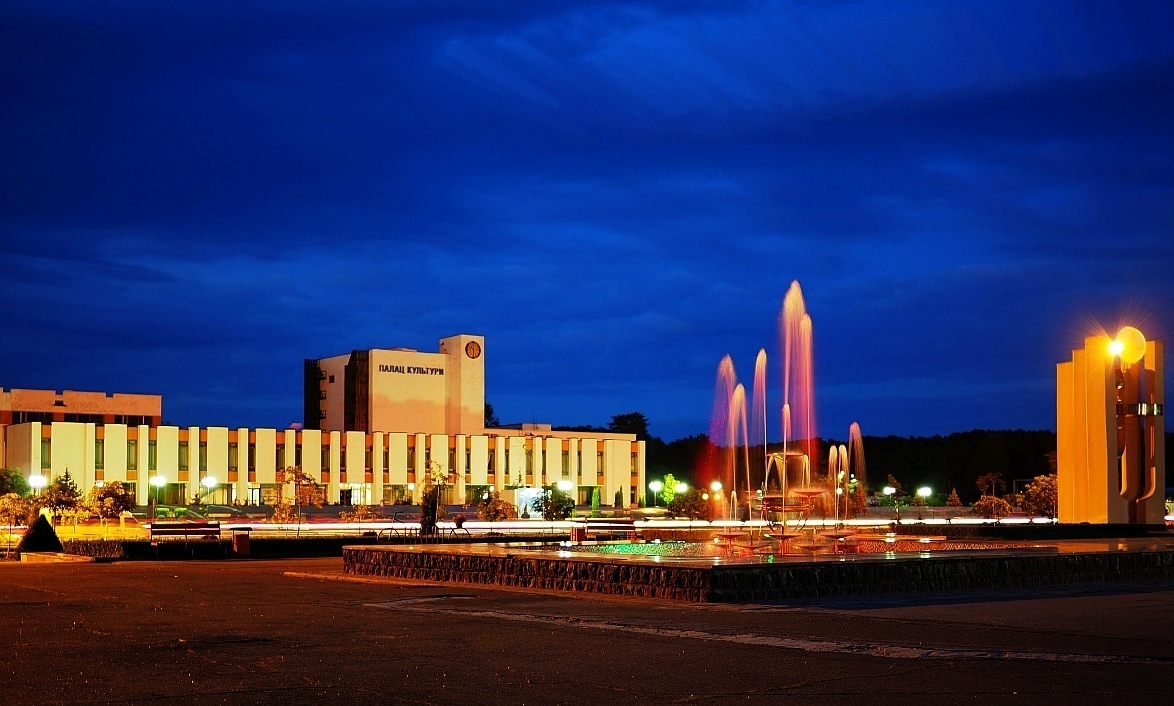
Вечірній Вараш.
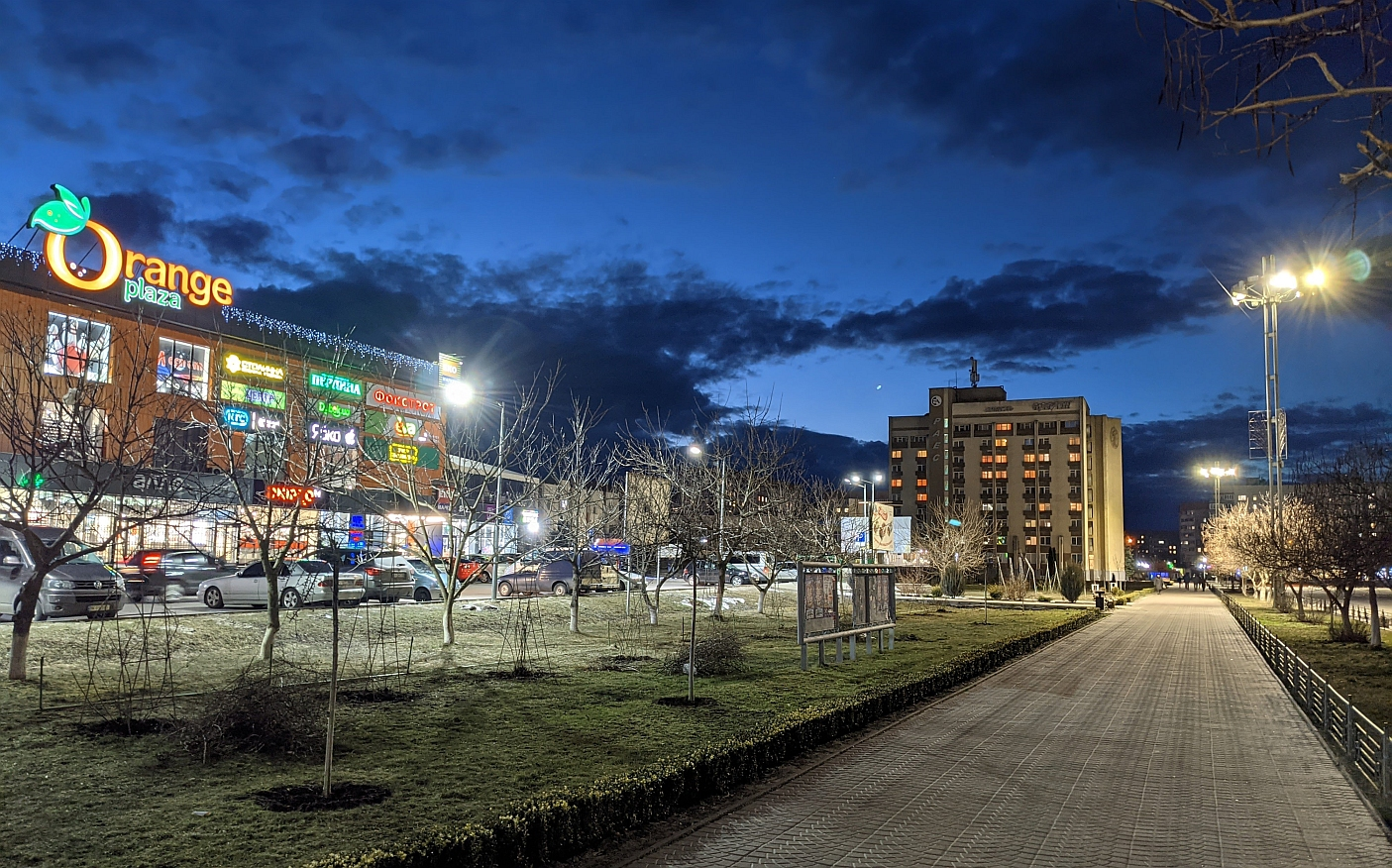
В центрі міста (2021 р.)